# Lee Trevino
Lee Buck Trevino (Dallas, Texas, Estados Unidos, 1 de diciembre de 1939) es un golfista estadounidense.
De ascendencia mexicano, Trevino (cuya grafía correcta de origen es Treviño) cursó tan sólo la enseñanza primaria y después prestó servicio en el Cuerpo de Marines de los Estados Unidos. Poco después se dedicó a trabajos diversos, entre ellos el de ayudante profesional en los campos de golf de El Paso, Texas. En 1967 se posicionó inesperadamente en quinto lugar del US Open, torneo que ganaría al año siguiente.
En 1971 se convirtió en el primer jugador en ganar el Abierto de Estados Unidos, el Open Championship británico y el Abierto Canadiense de Golf en un mismo año. También se llevó el título de la edición de 1972 del Abierto británico de golf y del Campeonato de la PGA en 1974. Tiempo después de su gloria fue sometido a varias operaciones en la espalda, pero regresó para ganar nuevamente el torneo PGA en 1984.

## Primeros años
Trevino nació en Garland, Texas, en el seno de una familia de ascendencia mexicana. Fue criado por su madre, Juanita Trevino, y su abuelo, Joe Trevino, sepulturero. Trevino nunca conoció a su padre, Joseph Trevino, que se marchó cuando su hijo era pequeño. Durante su infancia, Trevino asistió ocasionalmente a la escuela y trabajó para ganar dinero para la familia. A los 5 años empezó a trabajar en los campos de algodón.
Trevino se inició en el golf cuando su tío le regaló unas cuantas pelotas y un viejo palo de golf. Entonces pasaba su tiempo libre colándose en los clubes de campo cercanos para practicar y empezó como caddie en el Dallas Athletic Club, cerca de su casa. Pronto empezó a trabajar como caddie a tiempo completo. Trevino dejó la escuela a los 14 años para ponerse a trabajar. Ganaba 30 dólares a la semana como caddie y limpiabotas[cita requerida]. También podía practicar golf, ya que los caddies tenían tres hoyos cortos detrás de su choza. Después del trabajo, golpeaba al menos 300 bolas [cita requerida]. Muchos de estos golpes de práctica se realizaban desde el suelo desnudo con muy poca hierba (conocido localmente como "Texas hardpan") y a menudo en condiciones de mucho viento. Se cree que esta es la razón por la que Trevino desarrolló su método de swing extremadamente distinto, único (muchos dirían poco ortodoxo) y compacto, que llegó a desarrollar con un efecto tremendo Un "fade" controlado muy pronunciado era su golpe característico, aunque tenía muchos otros tipos de golpe en su repertorio y todavía hoy se le recuerda como uno de los mejores ejecutores de golpes de todos los tiempos.
Cuando Treviño cumplió 17 años en diciembre de 1956, se alistó en el Cuerpo de Marines de los Estados Unidos, sirvió cuatro años como ametrallador y fue licenciado en diciembre de 1960 como cabo de la 3.ª División de Marines. Pasó parte de su tiempo jugando al golf con oficiales del Cuerpo de Marines. Jugó con éxito en eventos de golf de las Fuerzas Armadas en Asia, donde uno de sus rivales fue Orville Moody, que seguiría a Trevino en el PGA Tour a finales de la década de 1960.

## Segunda etapa
Después de que Trevino fue dado de baja de la Infantería de Marina, se fue a trabajar como profesional de un club en El Paso, Texas. Ganó dinero extra apostando en partidos cara a cara. Se clasificó para el Abierto de Estados Unidos en 1966, pasó el corte y empató en el puesto 54, ganando 600 dólares. Se clasificó de nuevo en 1967 y disparó 283 (+3), ocho tiros detrás del campeón Jack Nicklaus y sólo cuatro detrás del subcampeón Arnold Palmer. Trevino ganó $6,000 por terminar quinto, lo que le valió privilegios del Tour por el resto de la temporada de 1967. Ganó $26,472 como novato, ocupa el puesto 45 en la lista de ganancias del PGA Tour y fue nombrado Novato del Año por Golf Digest. El quinto puesto en el US Open también le valió una exención para el evento del año siguiente.
En 1968, su segundo año en el circuito, Treviño ganó el Abierto de Estados Unidos en Oak Hill Country Club, en Rochester, Nueva York, con cuatro golpes de ventaja sobre el subcampeón Nicklaus, el campeón defensor. Durante su carrera, Treviño ganó 29 veces en el PGA Tour, incluidos seis majors. Su mejor momento fue a principios de los años 1970, cuando era el principal rival de Jack Nicklaus. Ganó el título de la lista de ganancias en 1970 y obtuvo seis victorias en 1971 y cuatro en 1972.
Trevino tuvo una notable serie de victorias durante un lapso de 20 días en el verano de 1971. Derrotó a Nicklaus en un desempate de 18 hoyos para ganar el Abierto de Estados Unidos de 1971. Dos semanas después, ganó el Abierto de Canadá (el primero de tres), y la semana siguiente ganó el Open Championship (Abierto Británico), convirtiéndose en el primer jugador en ganar esos tres títulos en un mismo año. Trevino recibió el cinturón Hickok como el mejor atleta profesional de 1971. También ganó el premio "Deportista del año" de la revista Sports Illustrated y fue nombrado Atleta del año en el mundo de los deportes de ABC.
En 1972 en Muirfield, Escocia, Trevino se convirtió en el primer jugador en defender con éxito el Open Championship desde Arnold Palmer en 1962. En una notable tercera ronda en Muirfield, Trevino logró cinco birdies consecutivos del 14 al 18, embocando un tiro de bunker en el 16 y hundiendo un chip de 30 pies en el 18 para una ronda de 66. En la ronda final, Trevino estaba empatado en el liderato en el tee del 17 con Tony Jacklin. Trevino contribuyó desde el fondo del green para lograr un par en el hoyo 17. Un Jacklin sacudido hizo tres putts en el mismo hoyo desde 15 pies para lograr un bogey. Trevino paró el hoyo 18 para una ronda final de 71, ganando el Abierto por un golpe sobre Nicklaus, con Jacklin terminando tercero. Trevino embocó cuatro veces desde fuera del green durante el torneo. Nicklaus había ganado los dos primeros majors del año (Masters, US Open) y se quedó corto en el tercer tramo del Grand Slam. Después de embocar su chip shot el día 17 de la ronda final, Trevino dijo: "Soy el mejor chipper del mundo".
En 1974, Treviño ganó el Greater New Orleans Open sin anotar ningún bogey, la única vez que sucedió en un evento individual del PGA Tour hasta que J. T. Poston logró la hazaña en el Wyndham Championship 2019. En el Campeonato de la PGA ganó el quinto de sus seis campeonatos importantes. Ganó el título por un golpe, nuevamente sobre Nicklaus, la cuarta y última vez que Nicklaus quedó subcampeón en un major detrás de Treviño. En el Western Open cerca de Chicago en 1975, Treviño fue alcanzado por un rayo y sufrió lesiones en la columna. Se sometió a una cirugía para extirpar un disco espinal dañado, pero los problemas de espalda continuaron obstaculizando su juego. Sin embargo, ocupó el segundo lugar en el ranking mundial de golf de McCormack en 1980 detrás de Tom Watson. Treviño obtuvo 3 victorias en el PGA Tour en 1980 y terminó segundo detrás de Tom Watson en el Open Championship de 1980. A la edad de 44 años, Treviño ganó su sexto y último major en el Campeonato de la PGA en 1984, con una puntuación de 273, 15 bajo par, convirtiéndose en el primer jugador en disparar las cuatro rondas por debajo de 70 en el Campeonato de la PGA. Fue subcampeón al año siguiente, en 1985, intentando convertirse en el primer campeón repetido desde Denny Shute en 1937.
A principios de la década de 1980, Trevino ocupaba el segundo lugar en la lista de ganancias de la carrera del PGA Tour, sólo detrás de Nicklaus. De 1968 a 1981 inclusive, Trevino ganó al menos un evento del PGA Tour al año, una racha de 14 temporadas. También ganó más de 20 torneos profesionales internacionales y no oficiales. Fue una de las estrellas carismáticas que contribuyó decisivamente a que el Senior PGA Tour (ahora PGA Tour Champions) fuera un éxito temprano. Obtuvo 29 victorias senior, incluidas cuatro majors senior. Encabezó la lista de dinero de las personas mayores en 1990 y 1992.
Como muchas estrellas estadounidenses de la época, Trevino jugó mucho en el extranjero. Al principio de su carrera jugó esporádicamente en el Tour de Australasia. Terminó subcampeón en el Dunlop International de 1969 y 1970 y finalmente ganó en el Chrysler Classic de 1973. También ganó un evento del Tour de Golf de Japón, el Casio World Open en 1981. Treviño también tuvo mucho éxito en Europa. Entre sus mayores triunfos se encuentran el Campeonato Abierto de 1971 y el Campeonato Abierto de 1972. Trevino también fue invitado a jugar en el prestigioso (aunque no oficial) Campeonato Mundial Match Play de Piccadilly tres veces (1968, 1970, 1972). Llegó a la final dos veces. Su actuación más notable probablemente se produjo en 1970, cuando derrotó al campeón defensor del Masters, Billy Casper, en los cuartos de final y al campeón defensor de la PGA, Dave Stockton, en las semifinales. También ganó dos eventos regulares del Tour Europeo al final de su carrera en el Benson & Hedges International Open de 1978 y el Dunhill British Masters de 1985. De hecho, su última victoria en el circuito regular fue en el Masters británico. Además, terminó subcampeón en tres eventos del Tour Europeo: el Bob Hope British Classic de 1980, el Open Championship de 1980 y el Benson & Hedges International Open de 1986.
De 1983 a 1989, trabajó como analista de color para la cobertura del PGA Tour en la televisión NBC. En 2014, Trevino fue nombrado "Profesional de golf emérito" en el complejo The Greenbrier en White Sulphur Springs, Virginia Occidental, cargo que anteriormente ocupaban Sam Snead y Tom Watson.

### Torneo de Maestros
En el Torneo de Maestros de 1989, Trevino, de 49 años, abrió con un 67, cinco bajo par, sin bogeys, para convertirse en el jugador de mayor edad en liderar el campo después de una ronda del torneo. Llegó a pesar de las palabras de Trevino veinte años antes, cuando dijo después de la edición de 1969: "No me hables del Masters. No voy a volver a jugar allí. Me pueden invitar todo lo que quieran, pero no volveré. Simplemente no es mi tipo de campo."  Treviño dijo que se sentía incómodo con el ambiente en Augusta National y que no le gustaba el campo debido a su estilo de juego, donde le gustaba desvanecer los tiros bajos de izquierda a derecha, no era adecuado para el campo.
Trevino no aceptó invitaciones al Masters en 1970, 1971 y 1974. En 1972, después de renunciar a los dos torneos Masters anteriores, guardó sus zapatos y otros artículos en el maletero de su automóvil, en lugar de usar el vestuario de las instalaciones de la casa del club. Trevino se quejó de que si no hubiera calificado como jugador, el club no lo habría dejado ingresar al terreno excepto a través de la cocina. Pero más tarde describió su boicot al Masters como "el mayor error que he cometido en mi carrera" y llamó al Augusta National "la octava maravilla del mundo"
Después de su primera ronda 67 en 1989, Trevino empató en el decimoctavo lugar; el mejor resultado de su carrera en el Masters fue un empate en el décimo puesto (1975, 1985)

## Palmarés en los grandes campeonatos
Palmarés en los Torneos mayores de golf masculino:
- Torneo de Maestros de la PGA (Masters de Augusta): Ganador 1975, 1985
- Campeonato de la PGA: Gaandor 1974, 1984
- Torneo Abierto de Estados Unidos: Ganador 1968, 1971
- Abierto Británico de Golf: Ganador 1971, 1972

## Distinciones y honores

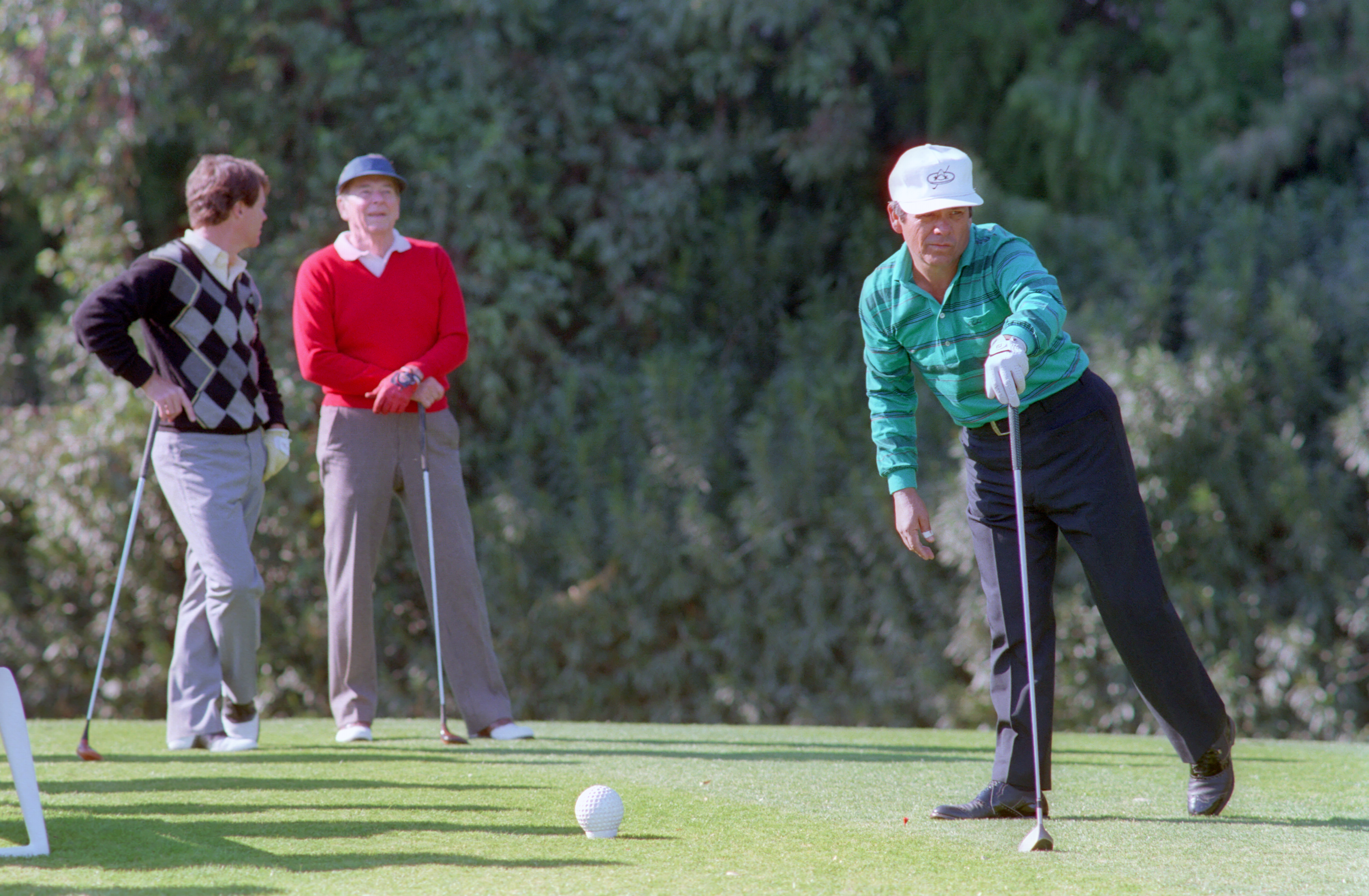
Tom Watson (izquierda) con el presidente norteamericano Ronald Reagan y Treviño en 1988.

- Trevino fue el primer jugador que hizo las cuatro rondas reglamentarias bajo par en el Abierto de Estados Unidos. En Oak Hill en 1968, Trevino jugó rondas de 69-68-69-69.
- Una calle principal de El Paso, Texas, se llamó Lee Trevino Drive en su honor, y también recibierion su nombre calles de Río Rancho y Belén, Nuevo México.
- Uno de los dos únicos golfistas que ganaron los tres eventos más antiguos del PGA Tour en el mismo año: El Open Championship (1860), el Abierto de Estados Unidos (1895) y el Abierto de Canadá (1904). Trevino ganó en 1971[13] y Tiger Woods, en 2000.
- Trevino jugó seis veces con Estados Unidos en la Ryder Cup (1969, 1971, 1973, 1975, 1979, 1981), con un impresionante récord de 17-7-6 (.667). También fue capitán del equipo en 1985.
- Trevino ganó el Trofeo Vardon al promedio de puntuación más bajo en cinco ocasiones: 1970, 1971, 1972, 1974 y 1980.
- Trevino ha establecido numerosas becas y otras ayudas financieras para los mexicano-americanos.
- Trevino ingresó en el Salón Mundial de la Fama del Golf en 1981.
- En 2000, la revista Golf Digest clasificó a Trevino como el 14.º mejor golfista de todos los tiempos.[14]

## Sentido del humor
A lo largo de su carrera, Trevino fue considerado una persona accesible y con sentido del humor, y la prensa lo citaba con frecuencia. Al final de su carrera, comentó: "Jugué en el circuito en 1967 y conté chistes y nadie se rió. Al año siguiente gané el Open, conté los mismos chistes y todo el mundo se rió a carcajadas".
Al principio del desempate del Abierto de EE. UU. de 1971 entre Trevino y Jack Nicklaus, lanzó una serpiente de goma que su hija había metido en su bolsa como broma a Nicklaus, quien admitió más tarde que le pidió a Trevino que se la lanzara para que pudiera verla. Trevino cogió el objeto de goma y se lo lanzó juguetonamente a Nicklaus, lo que provocó el grito de una mujer cercana y una sonora carcajada de Nicklaus. Trevino hizo 68 golpes y derrotó a Nicklaus por tres golpes.
Durante un torneo, el golfista inglés Tony Jacklin, emparejado con Trevino, dijo: "Lee, hoy no quiero hablar". Trevino replicó: "No quiero que hables. Sólo quiero que escuches"
Trevino hizo un notable cameo en la comedia Happy Gilmore.
Tras ser alcanzado por un rayo en el Western Open de 1975, un periodista preguntó a Trevino qué haría si estuviera en el campo y empezara a llover de nuevo. Trevino contestó que sacaría su hierro 1 y apuntaría al cielo, "porque ni siquiera Dios puede pegarle a un hierro 1". Trevino dijo más tarde en una entrevista con David Feherty que debió de tentar a Dios la semana anterior al quedarse fuera durante un retraso de un rayo para entretener a la multitud, diciendo: "Me merecía que me pegaran... Dios puede pegar un hierro 1".[cita requerida]
Trevino dijo: "Me ha golpeado un rayo y he estado en el Cuerpo de Marines durante cuatro años. He viajado por todo el mundo y he estado en todos los sitios que puedas imaginar. No hay nada que me asuste excepto mi mujer".